# 261 a.C.
Il 261 a.C. (CCLXI a.C. in numeri romani) è un anno  del III secolo a.C.

## Eventi
- Ashoka, sovrano Maurya, dopo aver conquistato il Regno di Kalinga si converte al Buddhismo.
- Antioco II Teo succede ad Antioco I Sotere.
- Si conclude la Guerra cremonidea.
- Prima Guerra Punica: Appio Claudio Caudice guida l'esercito romano nella Sicilia
- Inizio dell'anno, Battaglia di Agrigento: le forze di Cartagine guidate da Annibale Giscone e Annone sono sconfitte dai Romani, lasciando loro il controllo di gran parte della Sicilia

## Morti
- Antioco I, sovrano